# Universal Wrestling Federation (Herb Abrams)
Die Universal Wrestling Federation (UWF) war eine Wrestling-Promotion von Herb Abrams, die von 1990 bis 1996 Bestand hatte. Im Fernsehen war sie zunächst auf dem SportsChannel America zu sehen, später über Prime Ticket und ESPN2.

## Geschichte
Herb Abrams gründete die Universal Wrestling Federation 1990 als nationale Konkurrenz zu Vince McMahons World Wrestling Federation. Obwohl Abrams keine Erfahrung im Wrestling-Business hatte, bekam er von SportsChannel-America  ein Budget von einer Million US-Dollar um eine wöchentliche TV-Show zu entwickeln. Diese wurde unter dem Namen UWF Fury Hour ausgestrahlt. Die ersten Aufnahmen  wurden im Reseda Country Club im Herbst 1990 erstellt. In den ersten Episoden waren etablierte Stars wie Cowboy Bob Orton, Billy Jack Haynes, Brian Blair, Cactus Jack, Colonel DeBeers, Dan Spivey, David Sammartino, Don Muraco, Ivan Koloff, Ken Patera, Paul Orndorff und Steve Williams zu sehen. Eigene Talente waren „Wild Thing“ Steve Ray und „Cutie Pie“ Louie Spicolli. Kommentatoren waren Bruno Sammartino und Lou Albano.
1991 drehte die Promotion im New York Penta in New York City. Dabei kam es zu einem Gerichtsverfahren, da The Honky Tonk Man und Rick Rude anwesend waren. Die beiden hatten die WWF verlassen, standen aber noch dort unter Vertrag.
Abrams heuerte Howard Brody von Ladies Major League Wrestling an, um im Florida-Markt Fuß zu fassen. Nach einigen Houseshows durfte Abrams seinen ersten Pay-per-View gestalten. Der Beach Brawl fand am 9. Juni 1991 Manatee Civic Center in Palmetto, Florida. er entwickelte sich zu einem Desaster für die UWF. Lediglich 550 Zuschauer und eine Kaufrate von 0,1 besiegelten das Ende für das PPV-Konzept der UWF. SportsChannel beendete schließlich den Vertrag mit Abrams, der ledoiglich eine weitere Show produzierte und den Rest der UWF Fury Hour mit Material von Ladies Major League Wrestling füllte.
Es fanden nun nur noch wenige Houseshows statt und lediglich drei Fernsehspecials. Ein Taping aus dem Spartanburg Memorial Auditorium im Juni 1992 wurde über Prime Ticket als Thunder Hour ausgestrahlt. Eine Card aus der All Seasons Arena während des North Dakota State Fair wurde nie ausgestrahlt. Zuletzt erschien im September 1994 Blackjack Brawl, eine Art Großveranstaltung aus der MGM Grand Garden Arena. Diese erschien wieder auf SportsChannel America und war gleichzeitig die letzte Veranstaltung der Promotion. Lediglich 600 Zuschauer waren gekommen und auch die Zuschauer der Liveschaltung waren trotz einer Card, die unter anderem Jimmy Snuka, Cactus Jack, Steve Williams und Sid Vicious enthielt. hinter den Erwartungen zurück.
Für Februar 1996 war eine weitere veranstaltung angekündigt, die live aus dem Grand Olympic Auditorium auf Prime Sports Network ausgestrahlt werden sollte. Diese wurde jedoch abgesagt. Das Ende der Promotion kam als Abrams, der kokainabhängig war, am 23. Juli 1996 an einem Herzinfarkt verstarb, während er in Polizeigewahrsam war. Er hatte vorher nackt und mit Babyöl eingeschmiert in seinem Büro mit einem Baseballschläger vandaliert.

## Weitere Entwicklungen
1992 erschienen sechs VHS-Tapes mit Zusammenschnitten aus den Shows: Beach Brawl, Tag Team Tandems, The Best of Paul Orndorff, The Lumberjack Match, The Steel Cage Match und Wrestling's Greatest Champions. 1993 erschienen sechs VHS-Kassetten in Deutschland unter dem Titel Wrestling Super Champs. Alle sechs waren Zusammenschnitte aus der Show Fury Hour. Diese wurden auch später auf DVD veröffentlicht.
Nach Abrams Tod kaufte Al Burke den Backkatalog der Promotion auf. 2002 wurde diese ausgewertet und mit Todd Okerlund (Classic Wrestling) neu zusammen geschnitten und bearbeitet. Die Episoden liefen über DirecTV und ESPN Classic Canada. Im Mai 2020 erschien eine Folge von Dark Side of the Ring, die sich Herb Abrams und der UWF widmete. Es war die Episode mit den dritthöchsten Einschaltquoten der Show.
Im September 2021 veröffentlichte Jonathan Plombon eine Biografie über herb Abrams mit dem Titel Tortured Ambition: The Story of Herb Abrams and the UWF.

## Championships
Es gab eine Reihe von Championships, die von der UW eingeführt wurden. Diese wurden aber nicht konsequent geführt und zum Teil nur verliehen.
- UWF Americas Championship (1994)
- UWF Intercontinental Heavyweight Championship (1993)
- UWF Israeli Championship (1991)
- UWF Junior Heavyweight Championship (1994)
- UWF MGM Grand Championship (1994)
- UWF Midget World Championship (1994)
- UWF North American Championship (1991)
- UWF Southern States Championship (1992, 1994)
- UWF SportsChannel Television Championship (1991–1992, 1994)
- UWF Women’s World Championship (1991, 1994)
- UWF World Heavyweight Championship (1994)
- UWF World Tag Team Championship (1994)

## Auszeichnungen
Wrestling Observer Newsletter
- 1990 – Worst Television Announcer (Herb Abrams)
- 1991 – Worst Promotion of the Year (UWF)
- 1991 – Worst Television Show (Fury Hour)
- 1991 – Most Obnoxious (Herb Abrams)
- 1994 – Worst Major Wrestling Show (Blackjack Brawl)